# 엄지연
엄지연(1988년 11월 20일 ~ )은 대한민국의 가수이다.

## 학력
- 백석예술대학교 국악과 학사

## 음반
- 2016년 내반쪽
- 2016년 오빤늑대
- 2017년 트로트요정